# Klobusiczky Ágoston
klobusiczi és marosbogáti Klobusiczky Ágoston (Klobusiczky-Bogáthy Ágoston) (Pest, 1812 – Pest, 1871. október 13.) politikus, nagybirtokos.

## Élete
Ágoston a Klobusiczky család legifjabb, vagy marosbogáti ágából származott. Bihar vármegyében több birtoka is volt, s ezeken gazdálkodott. Szülei, Klobusiczky Ignác (1760-1854), a gróf Károlyi-család uradalmi igazgatója, és Bogáthy Teréz voltak. Anyai rokonsága 1802-ben építette meg monospetri kastélyát, mely házasodás által került apja birtokába. Testvére, Klobusiczky Pál író említésre méltó német nyelvű köteteket jelentetett meg.
1869-ben megválasztották a margitai kerület Deák-párti országgyűlési képviselőjének, mely tisztségét egy ciklusban, haláláig töltötte be.
Feleségével, gróf semsei Semsey Zsófiával (1818-1882) 1835-ben házasodtak meg. Házassága által a kor arisztokrata családjaival nyert rokoni szálat, mivel felesége édesanyja gróf csíkszentkirályi és krasznahorkai Andrássy Mária volt, akinek édesanyja pedig Batthyány-lány volt.
1871 telén kínszenvedéses betegsége után 1871. október 13-án este elhunyt Pesten. 1871. október 15-én temették el.